# ジョルジェット・ジウジアーロ
ジョルジェット・ジウジアーロ（Giorgetto Giugiaro, [ʤorˈʤetto ʤuˈʤaro], 1938年8月7日 - ）は、イタリアの工業デザイナー。イタルデザインの創設者。
俗に「折り紙細工」と言われる直線とエッジの利いたデザインで特に1970年代に一世を風靡した。1999年にはカー・デザイナー・オブ・ザ・センチュリー賞を受賞し、2002年にはアメリカ・ミシガン州ディアボーンの自動車殿堂  (Automotive Hall of Fame) に列せられた。
日本語では「ジウジアーロ」のほか、イタリア語の発音に近い「ジュジャーロ」という表記もみられる。

## 略歴
ピエモンテ州クーネオ県ガレッシオ村生まれ。画家を志して美術高校に在学していたが、たまたま描いたフィアット・500のイラストがその設計者ダンテ・ジアコーサに高く評価され、高校を中退して1955年・17歳でフィアットのデザイン部門（チェントロ・スティーレ）に入社した。1959年、イタリアのカロッツェリアベルトーネの総帥ヌッチオ・ベルトーネにスカウトされ、ベルトーネのチーフスタイリストに転進した。当時のベルトーネは先代のチーフ、フランコ・スカリオーネが去った直後で、後継者を緊急に必要としていた。
ジウジアーロがデザインした初の市販車は英国のGTカー・ゴードンGTで、1960年のジュネーヴ・モーターショーでデビュー、好評で迎えられた（生産開始は1963年）。その後も数々の優れたデザインの市販車、プロトタイプを次々に発表し、ベルトーネに黄金時代をもたらした。
1965年にはベルトーネを辞し（後任はマルチェロ・ガンディーニ）、カロッツェリア・ギアのチーフ・デザイナーとなった。同社在籍中にいすゞ・117クーペのデザインを手がけた。1968年、30歳の時に日本人の企業家である宮川秀之、名人級の板金技術者であるアルド・マントヴァーニと共同で自らの会社、イタルデザインを設立した。
1981年には自動車分野以外の製品をデザインするジウジアーロ・デザインを設立、日本光学工業（現ニコン）製一眼レフカメラのデザインを、1980年発売のニコンF3から手がけたほか、岡村製作所のデスクチェア「コンテッサ」「バロン」「レオパード」、さらにパスタやキーボード、日本酒の猪口と徳利のデザインをしたこともある。また、ダイワ精工（現グローブライド）のスキーブーツや釣り用リール、太陽誘電のコンパクトカセット「That's」、フジテレビの番組『FNN NEWSCOM』の番組セットなどもデザインした。

## 代表作

### 自動車・オートバイ

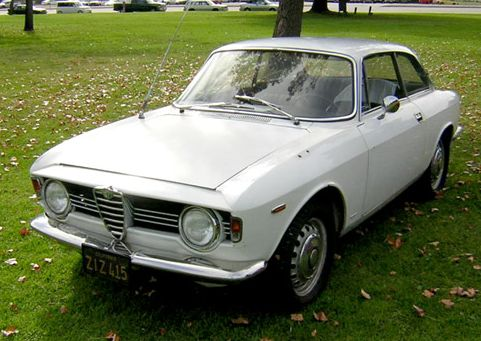
アルファロメオ・ジュリアクーペ・スプリントGT

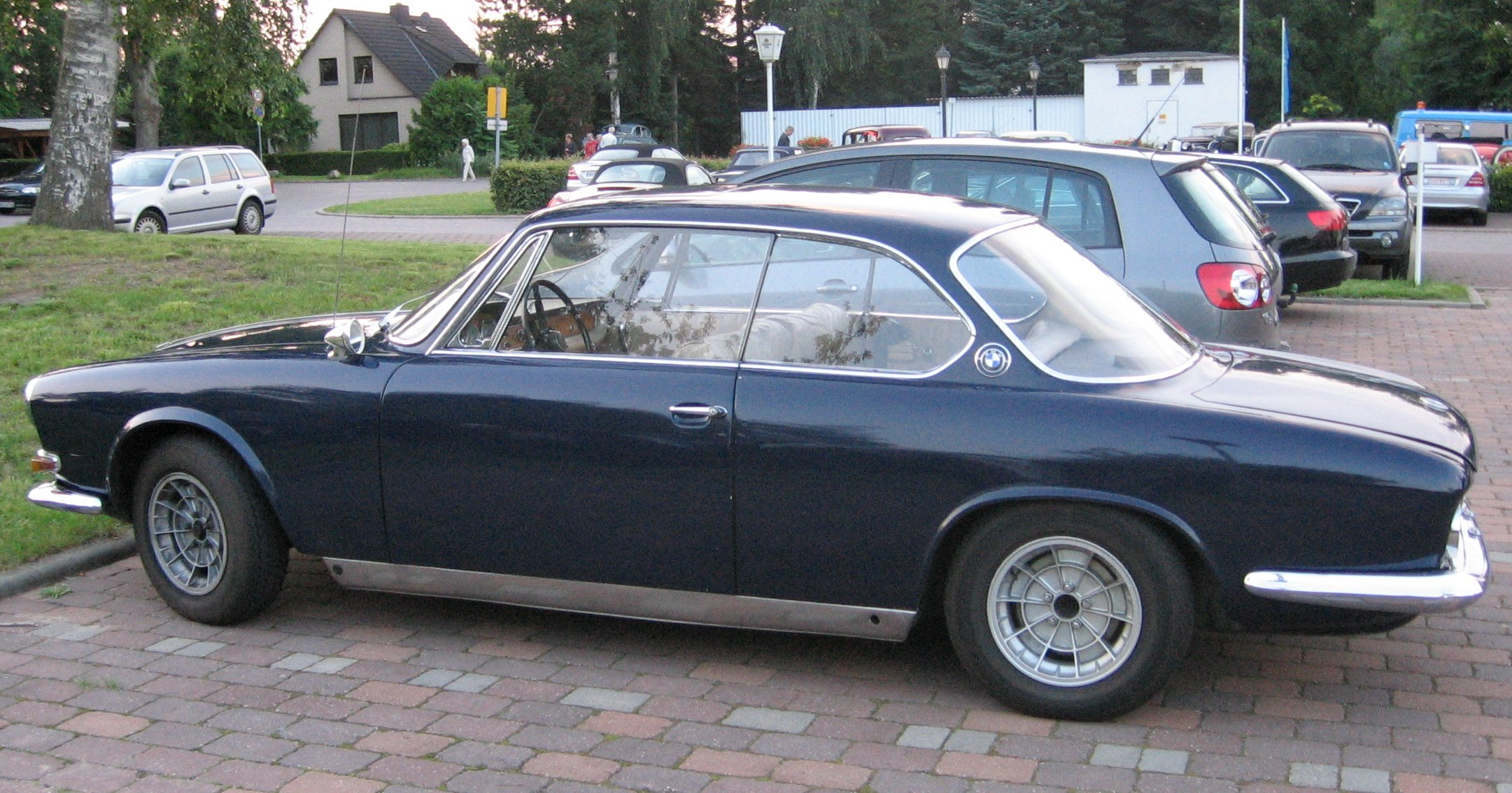
BMW・3200CS

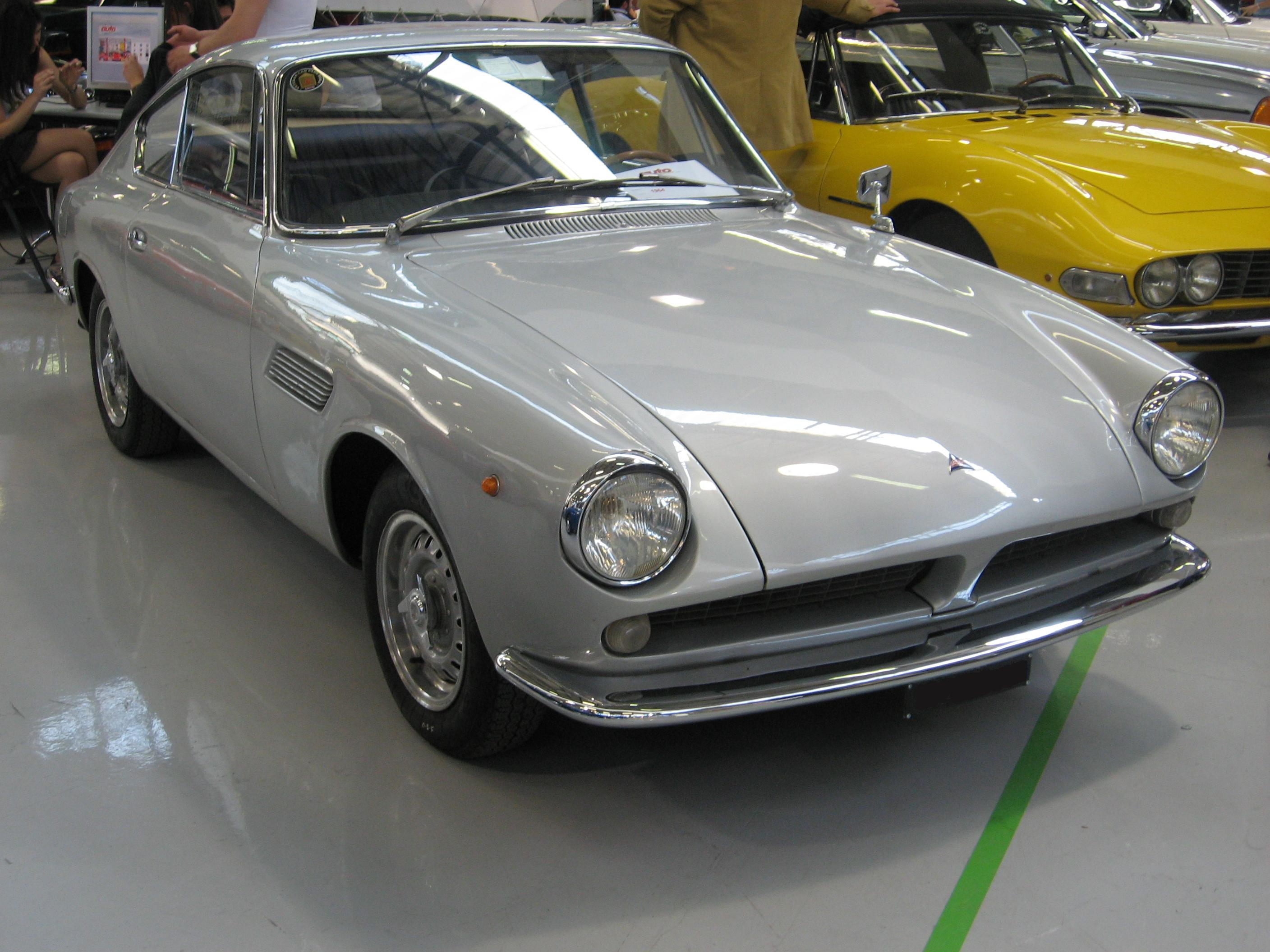
ASA1000GT

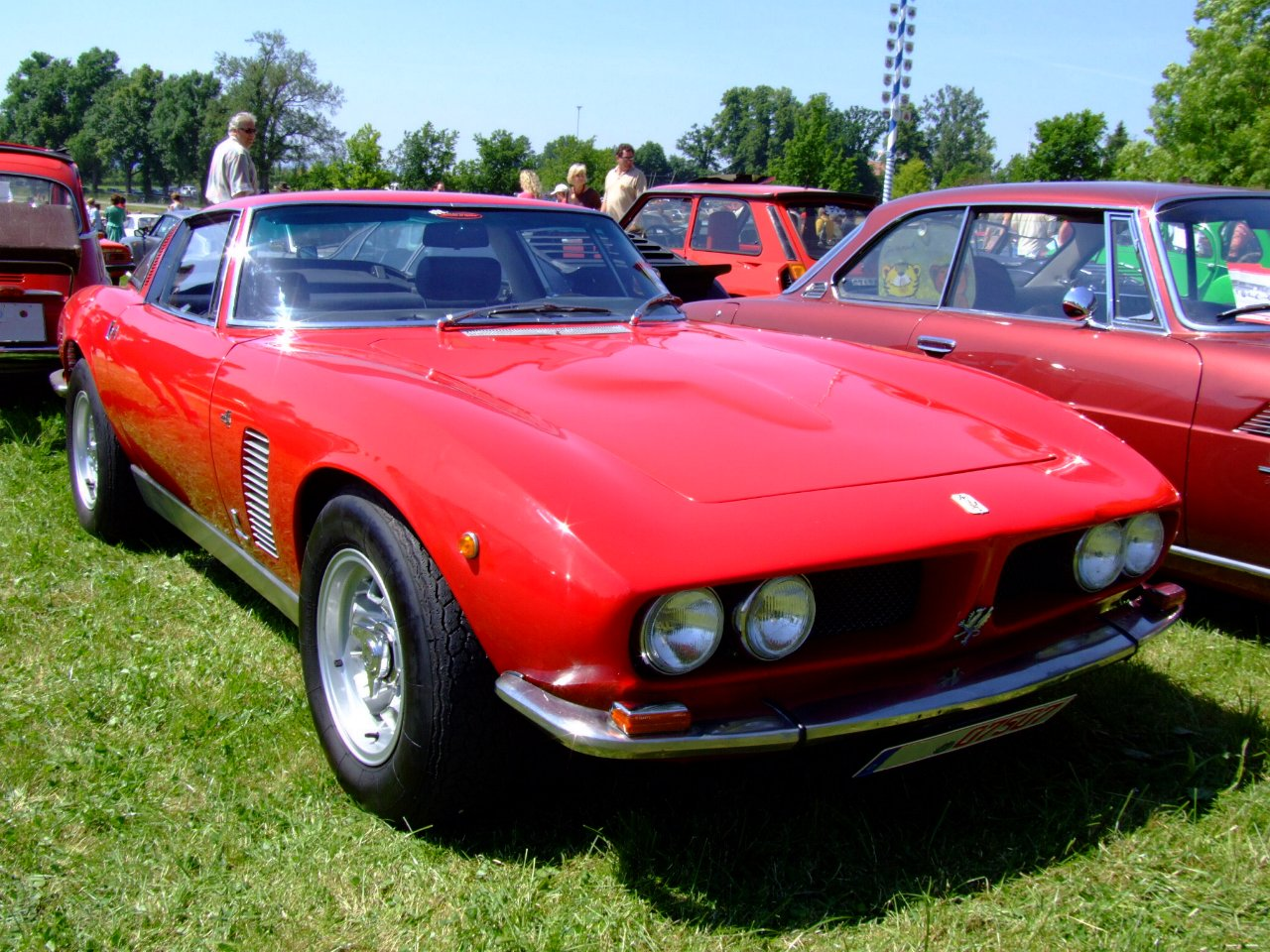
イソ グリフォ

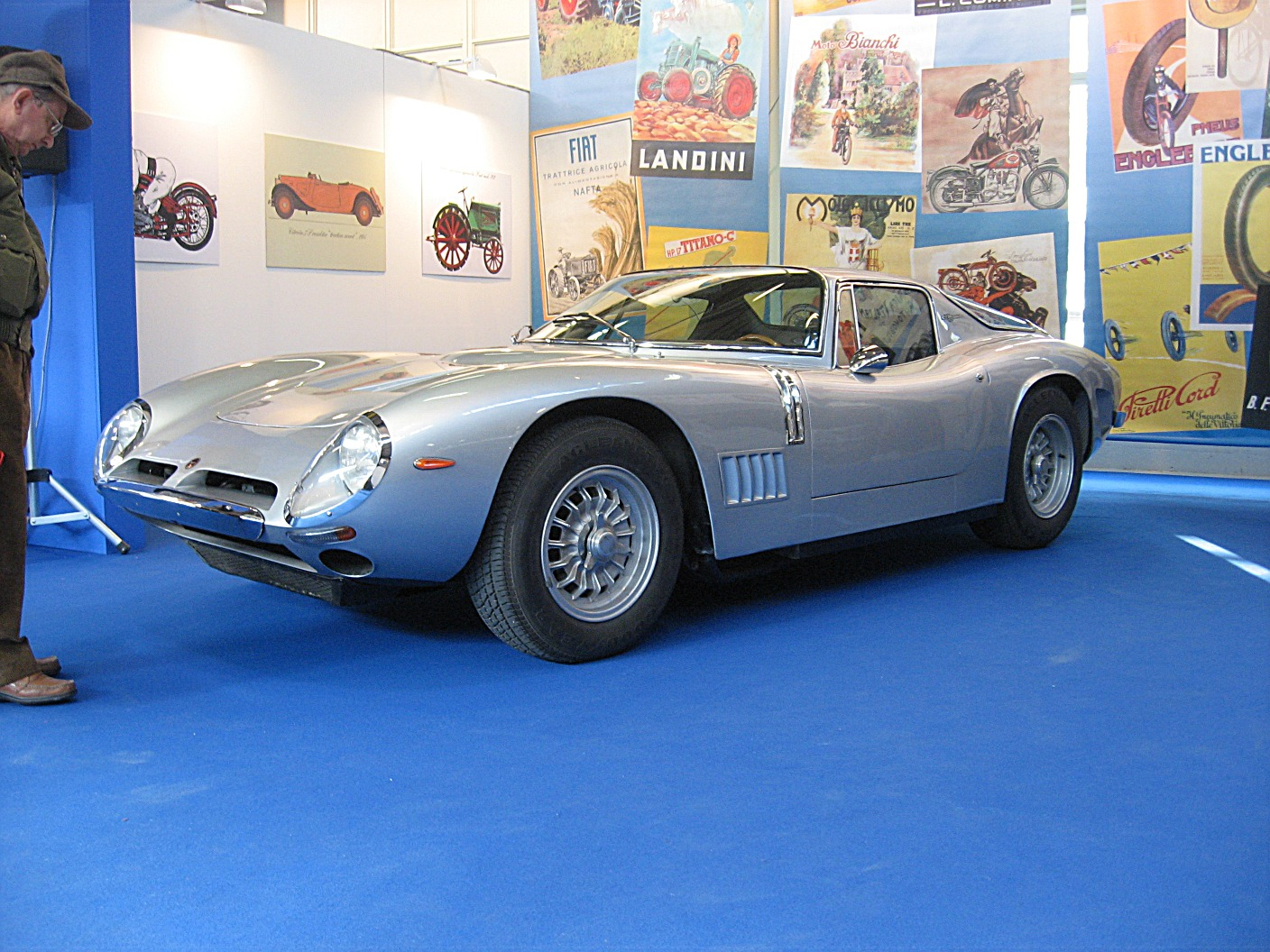
ビッザリーニ5300GTストラーダ

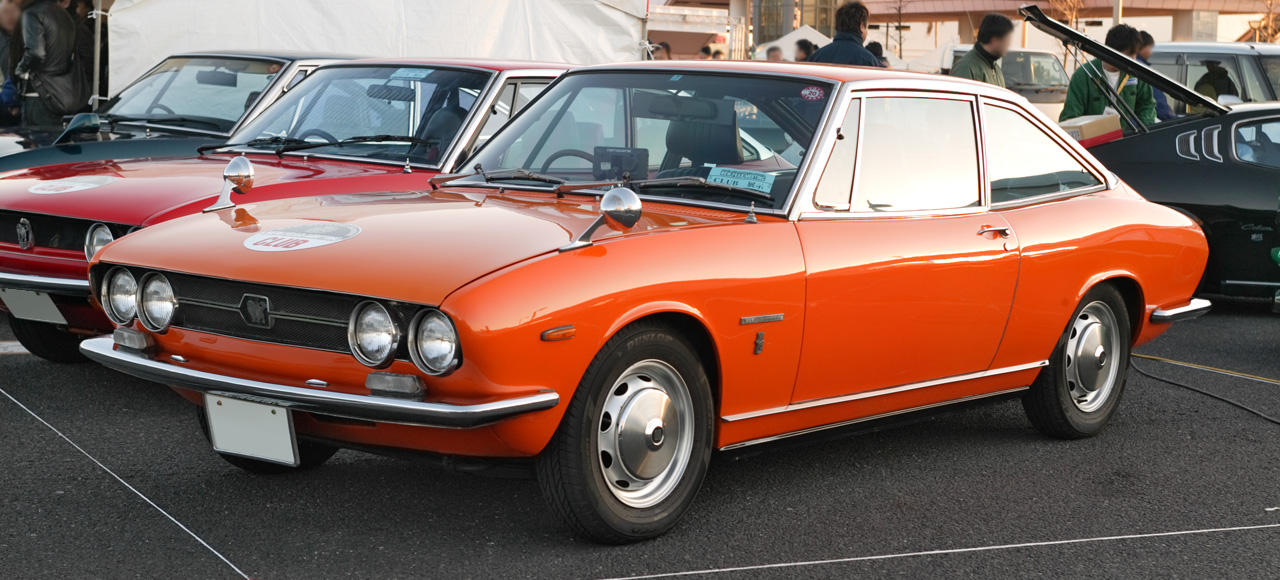
いすゞ 117クーペ

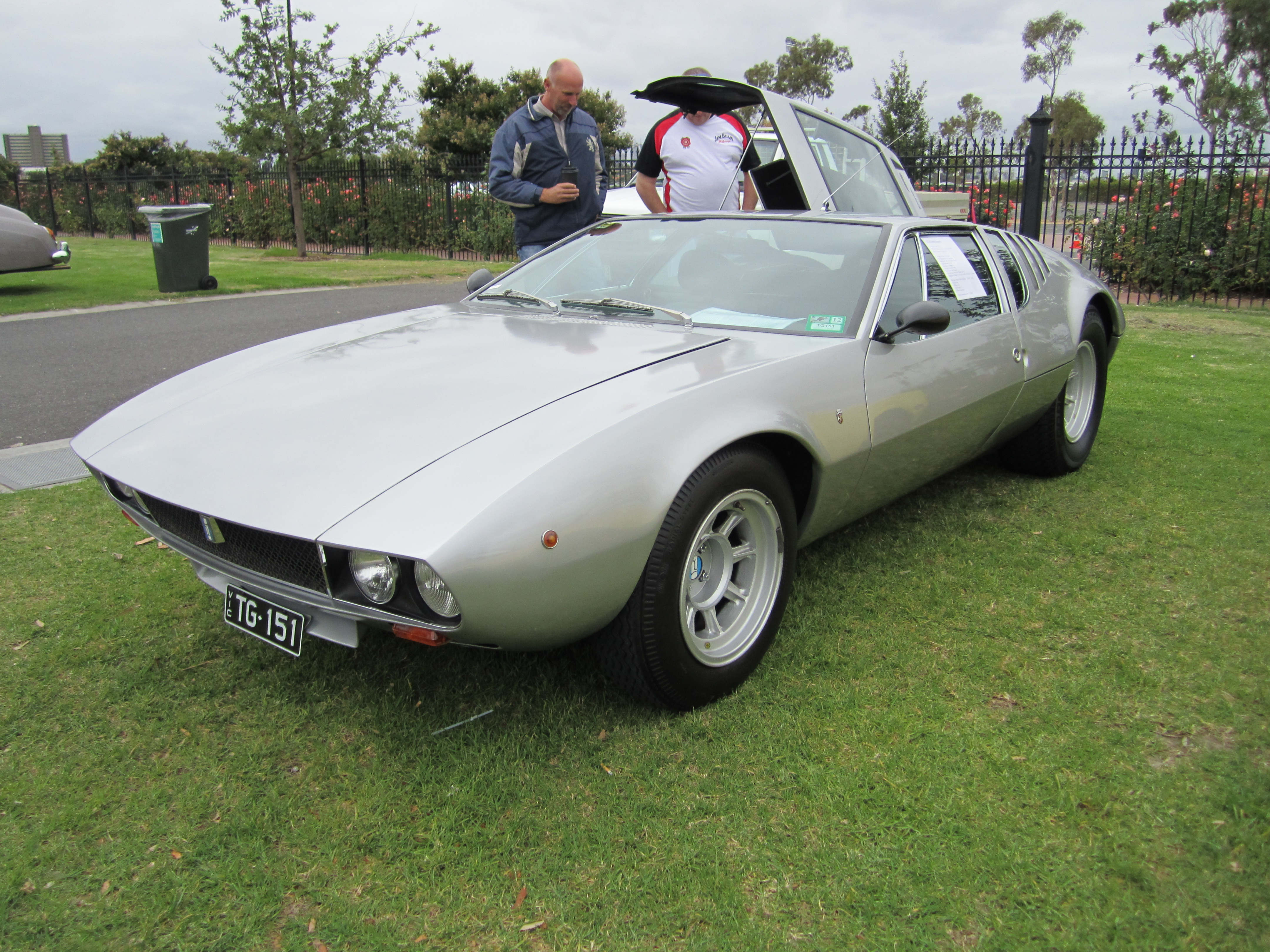
デ・トマソ・マングスタ

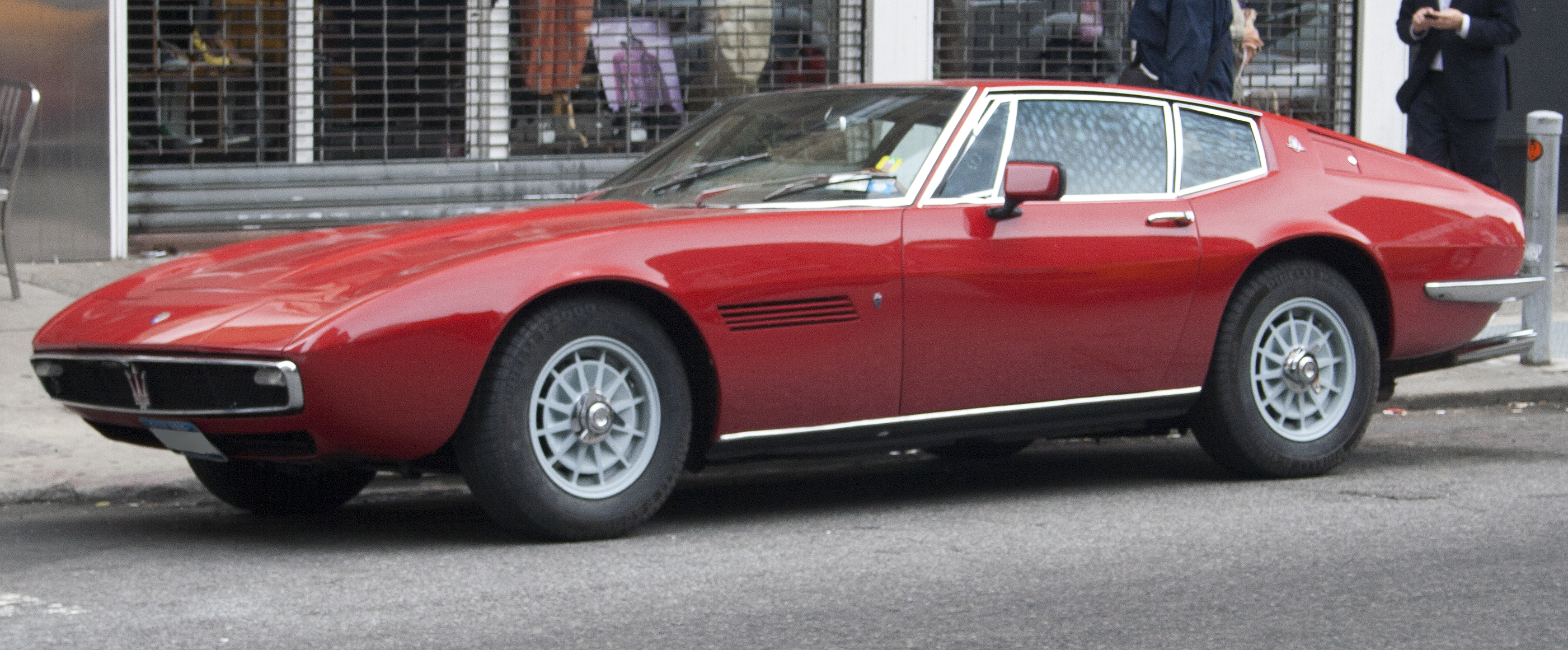
マセラティ ギブリ

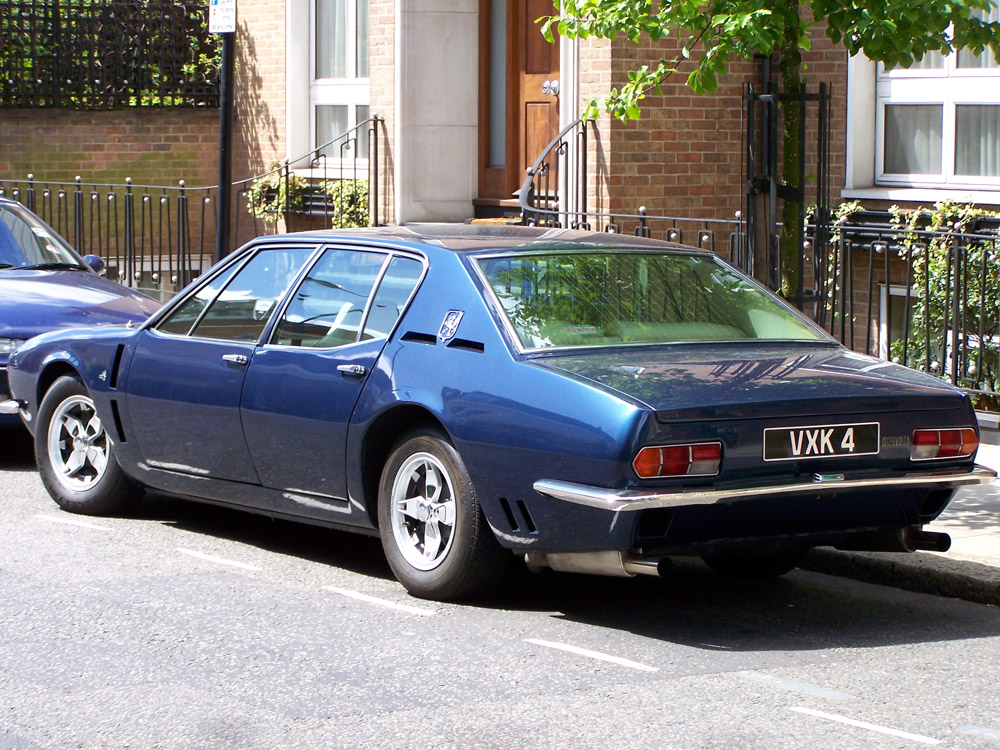
イソ・リヴォルタ・フィディア

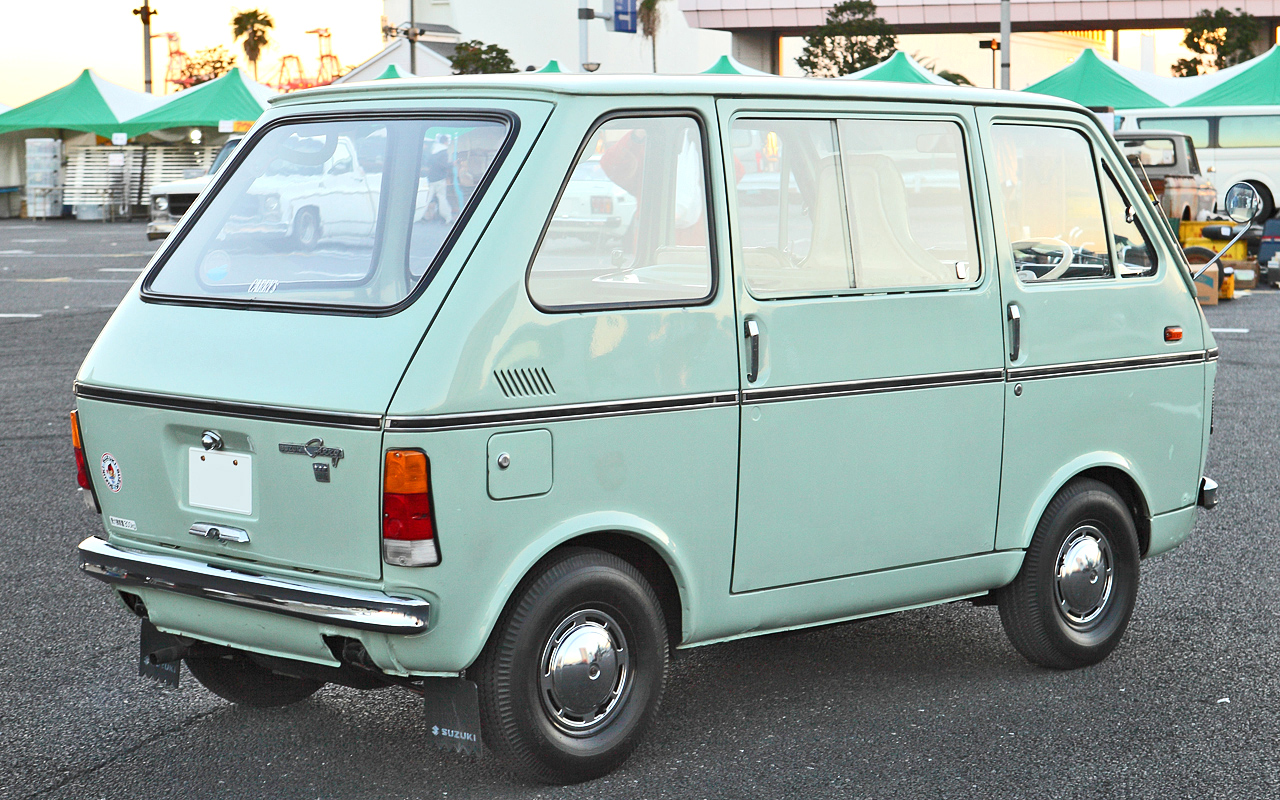
スズキ・キャリイ（4代目L40系）

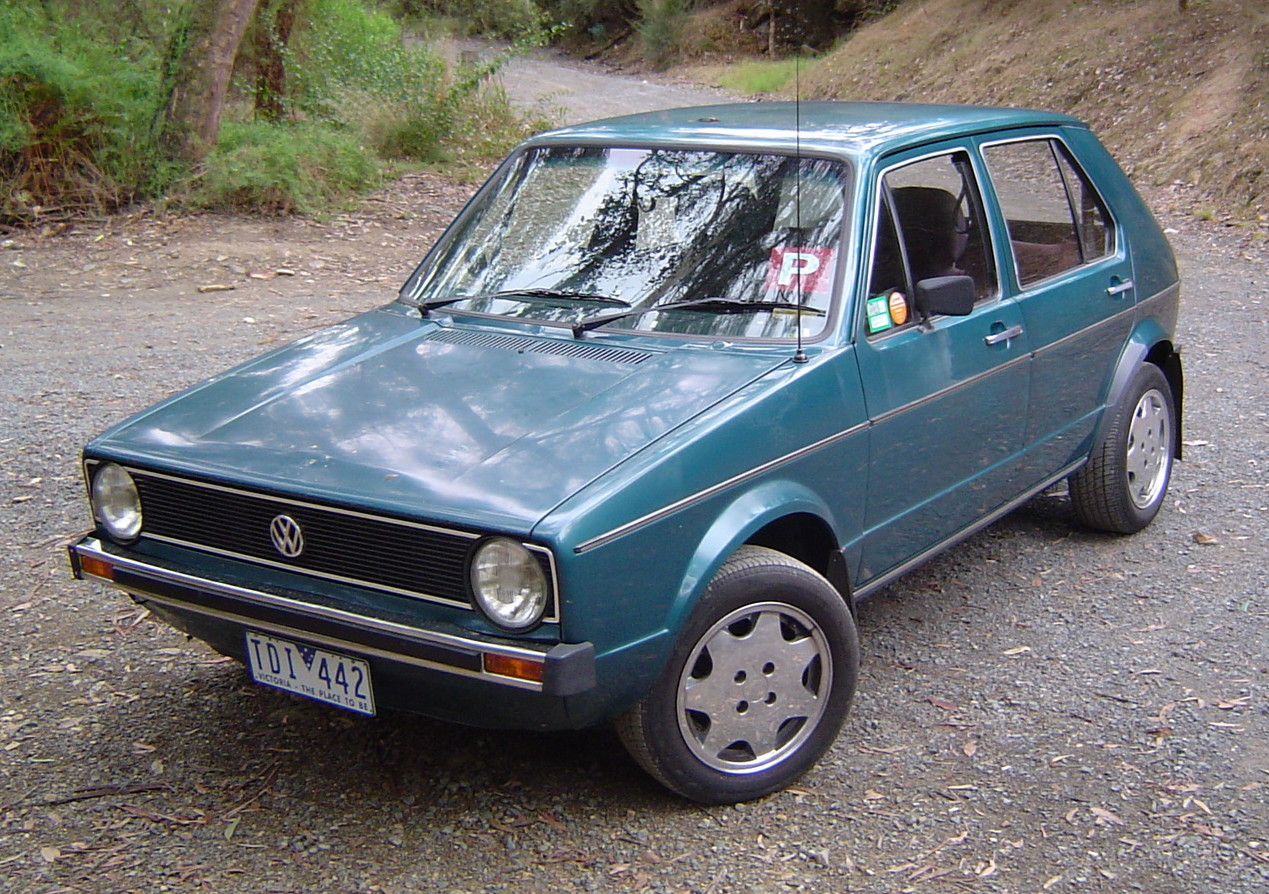
フォルクスワーゲン ゴルフ

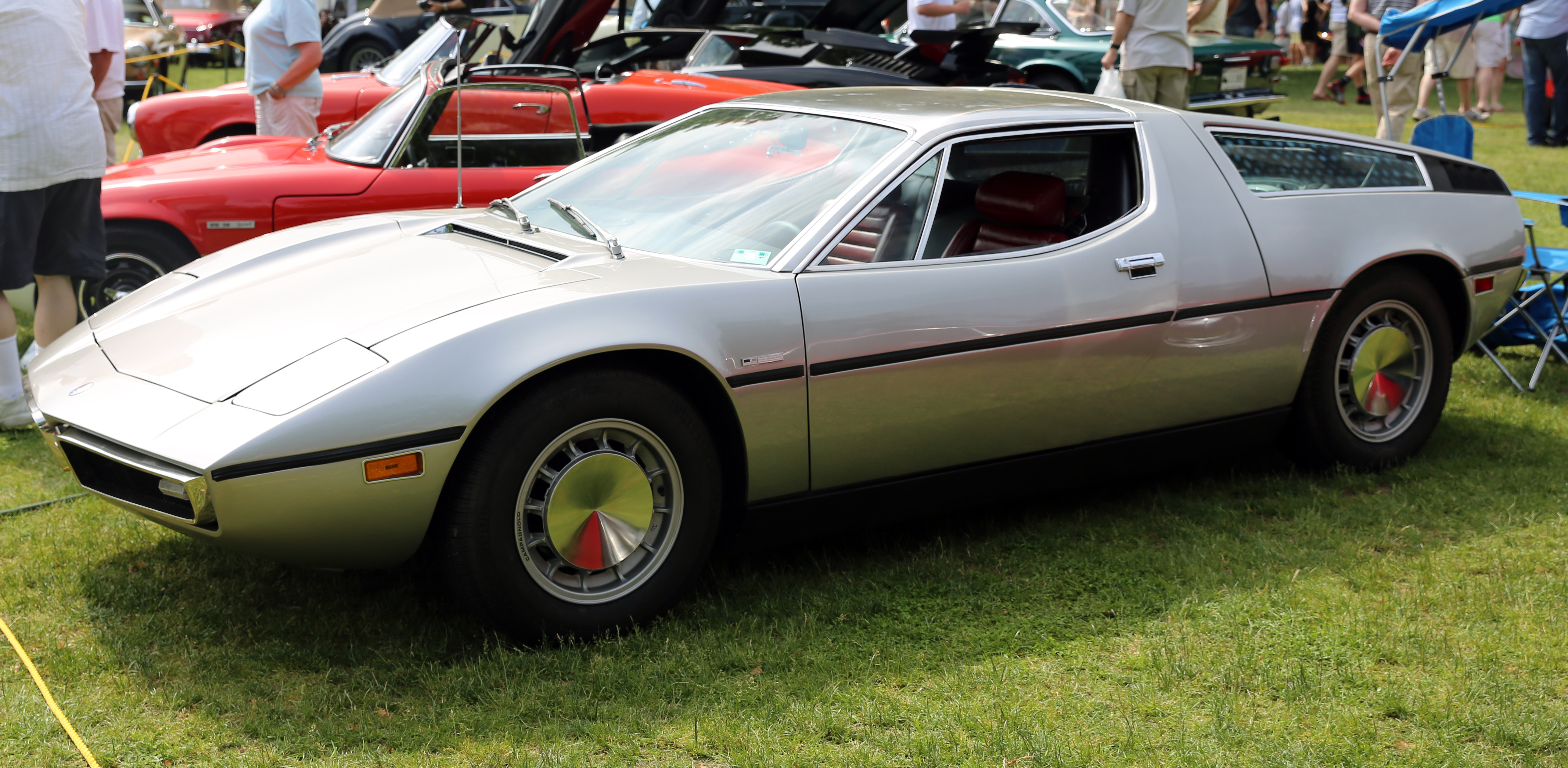
マセラティ・ボーラ

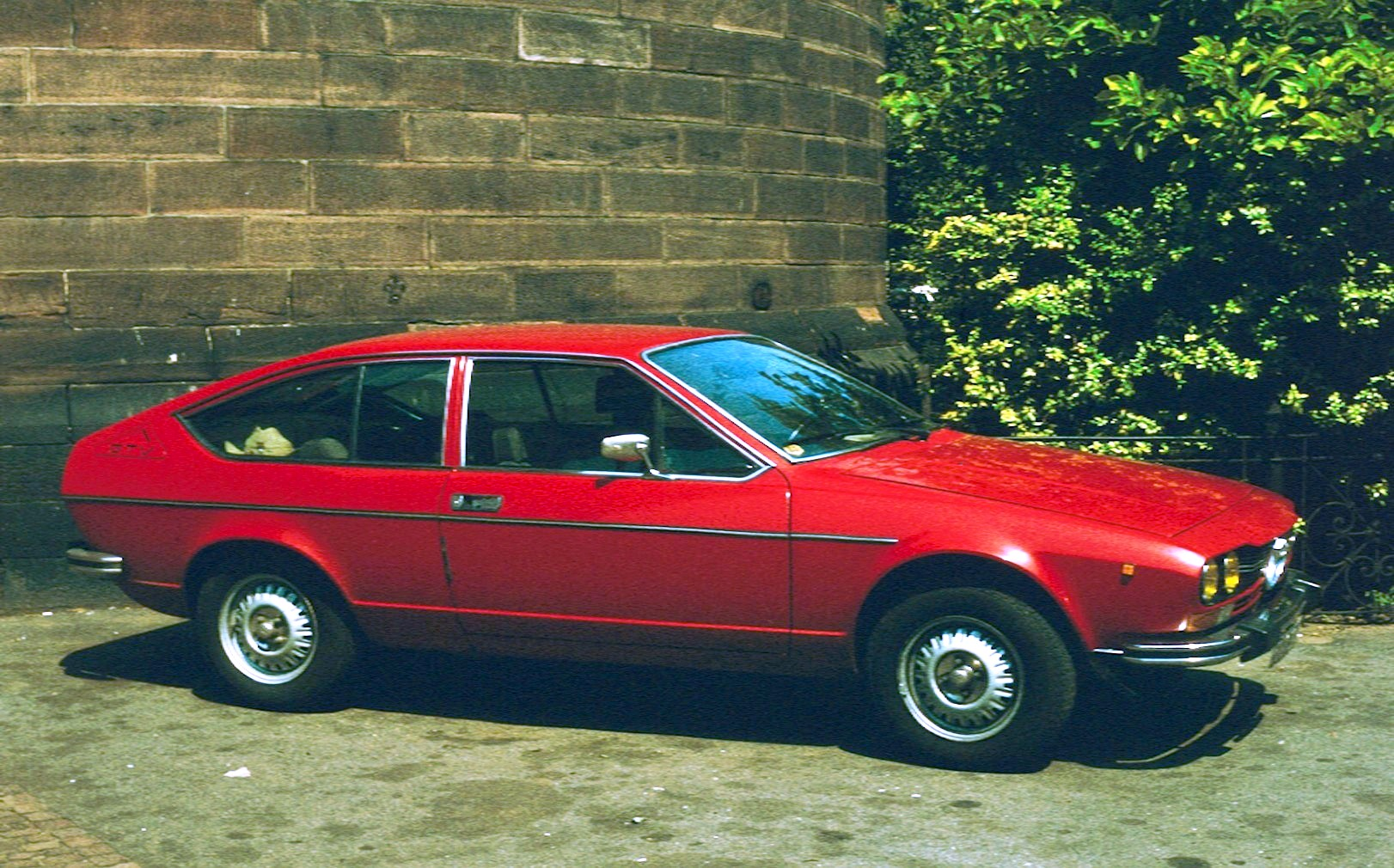
アルファロメオ アルフェッタGT

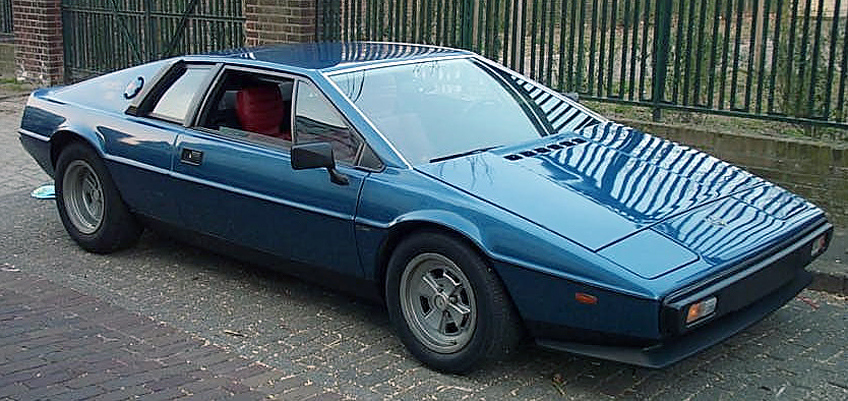
ロータス エスプリ

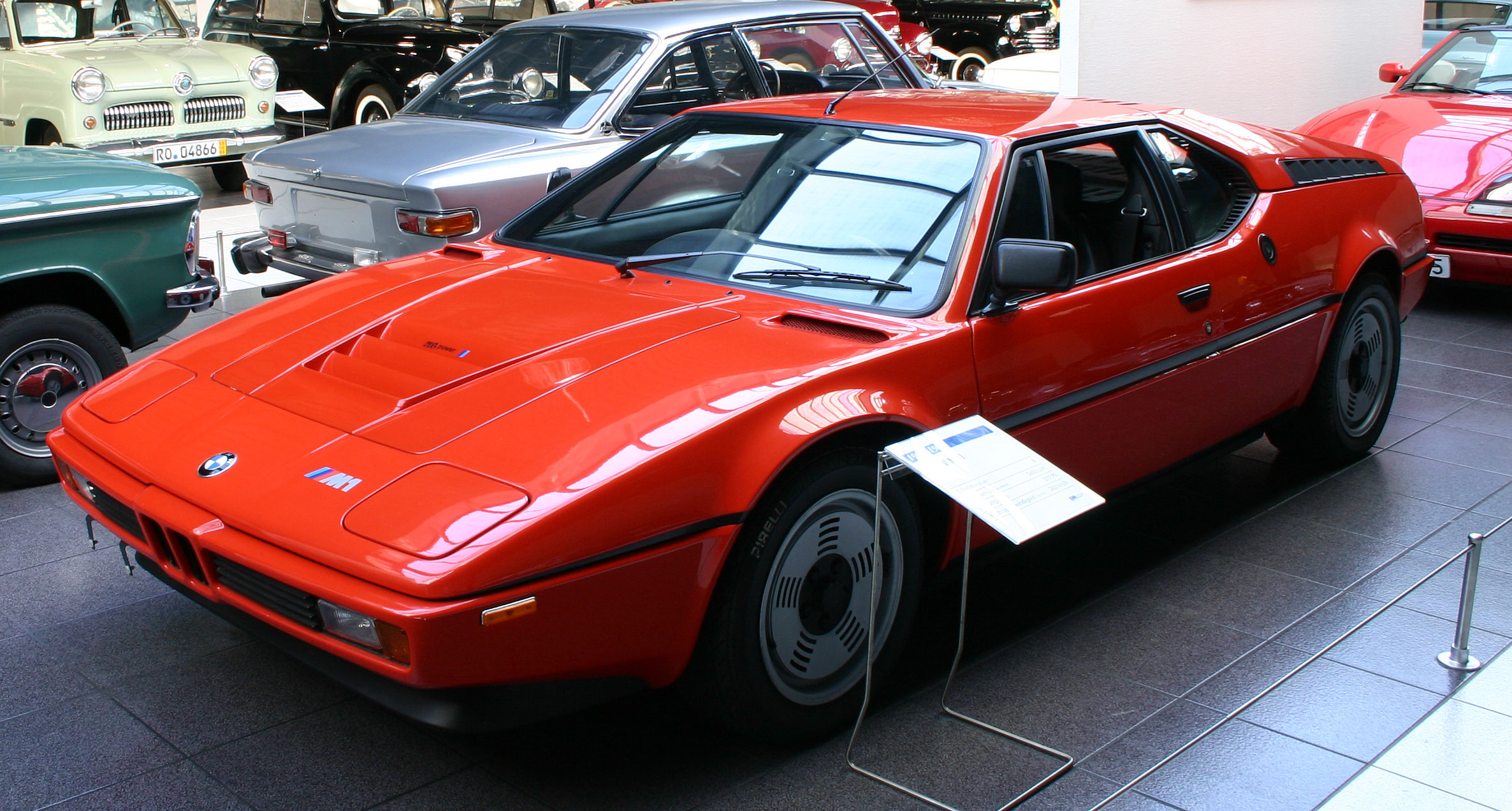
BMW・M1

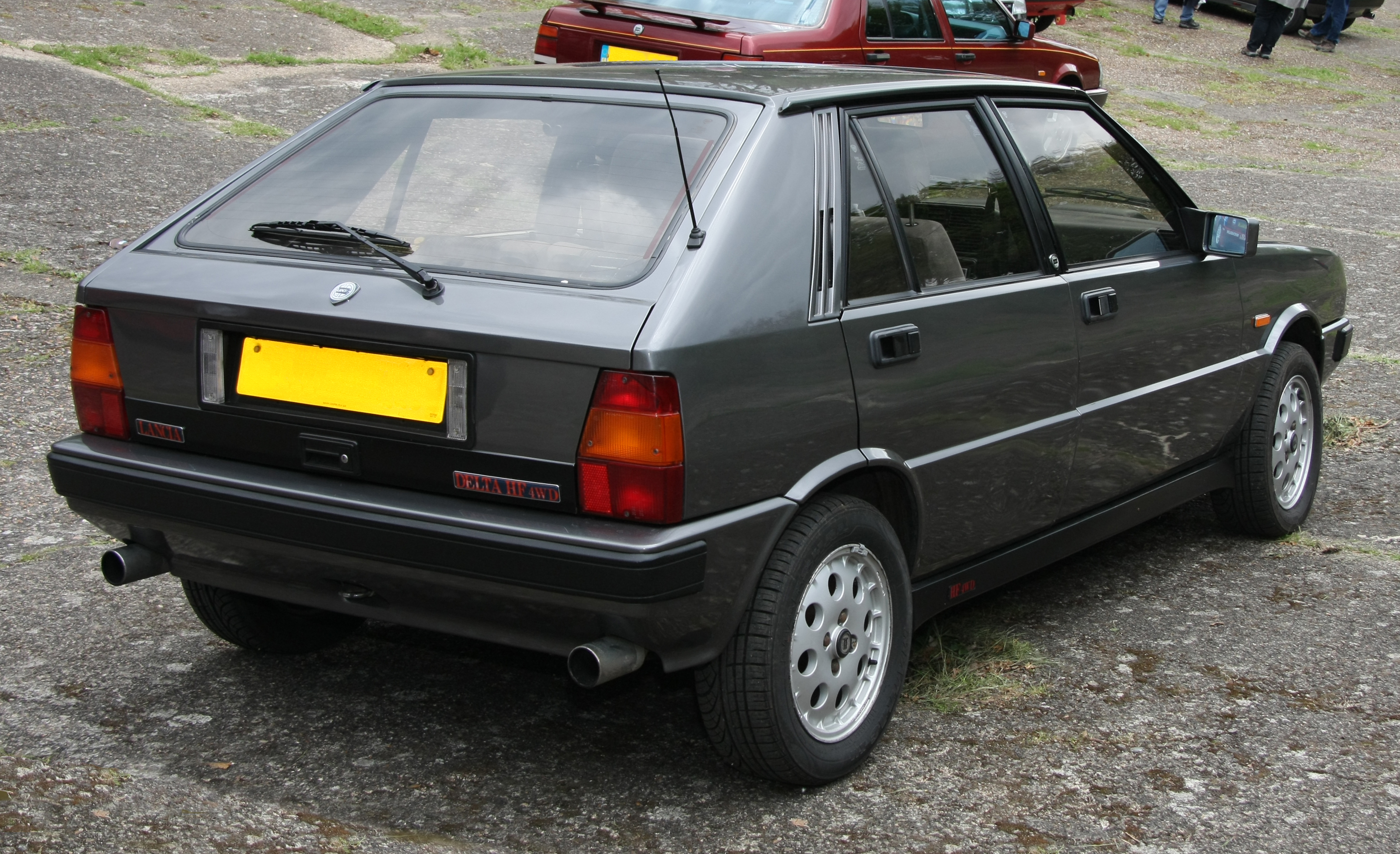
ランチア・デルタ

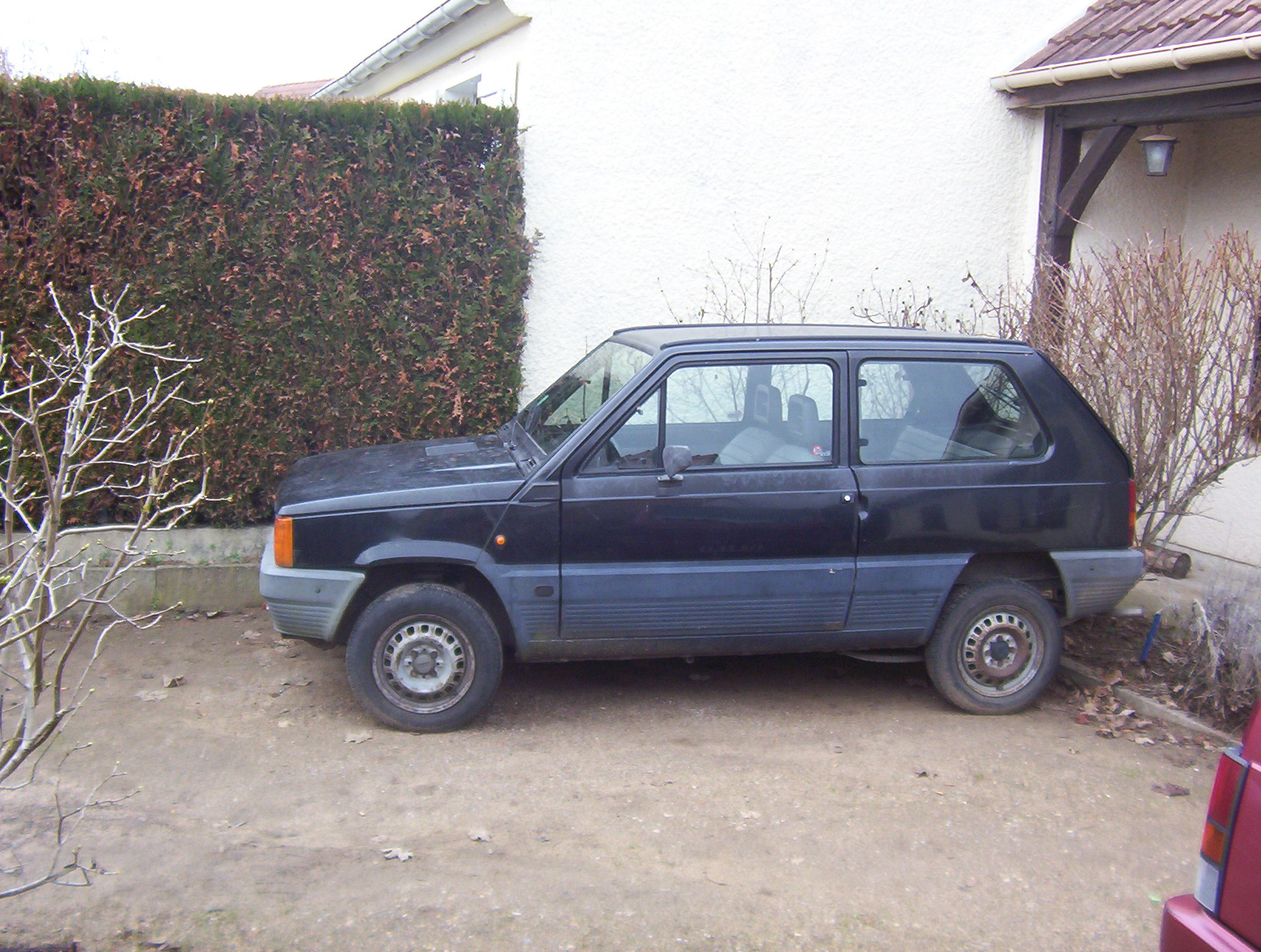
フィアット パンダ

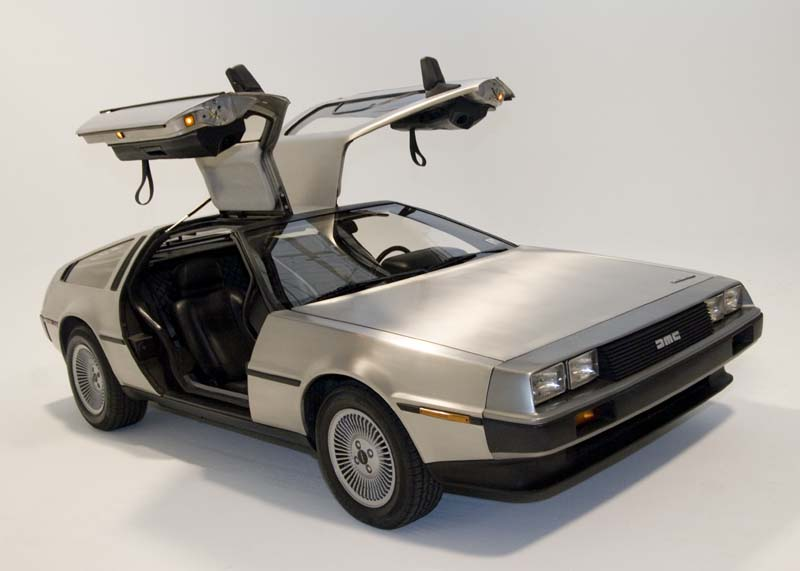
デロリアン DMC12

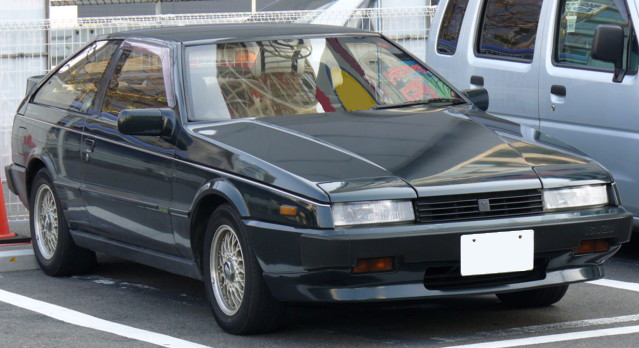
いすゞ・ピアッツァ

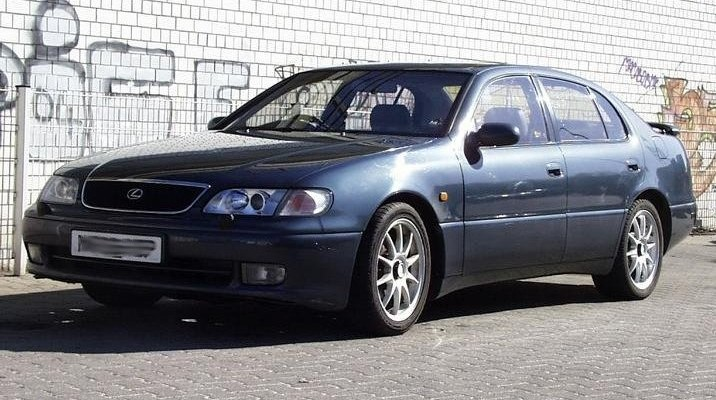
レクサスGS（初代）

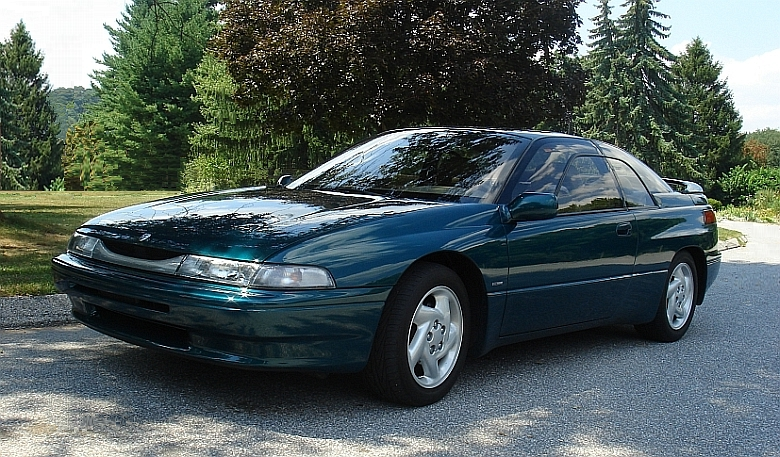
スバル・アルシオーネSVX

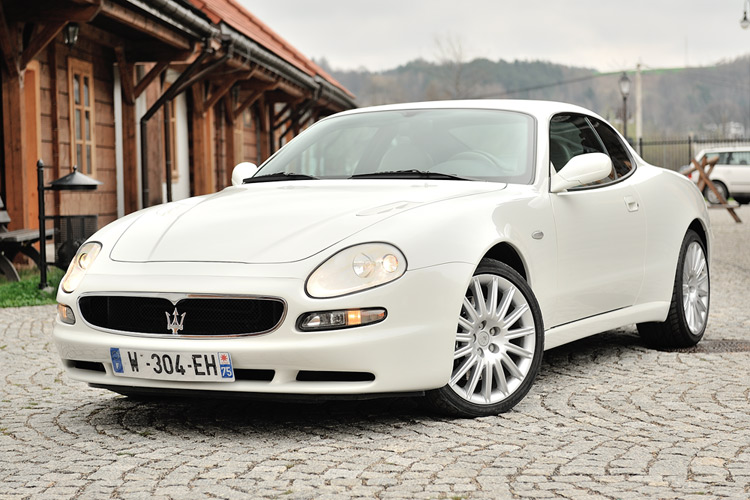
マセラティ_3200_GT

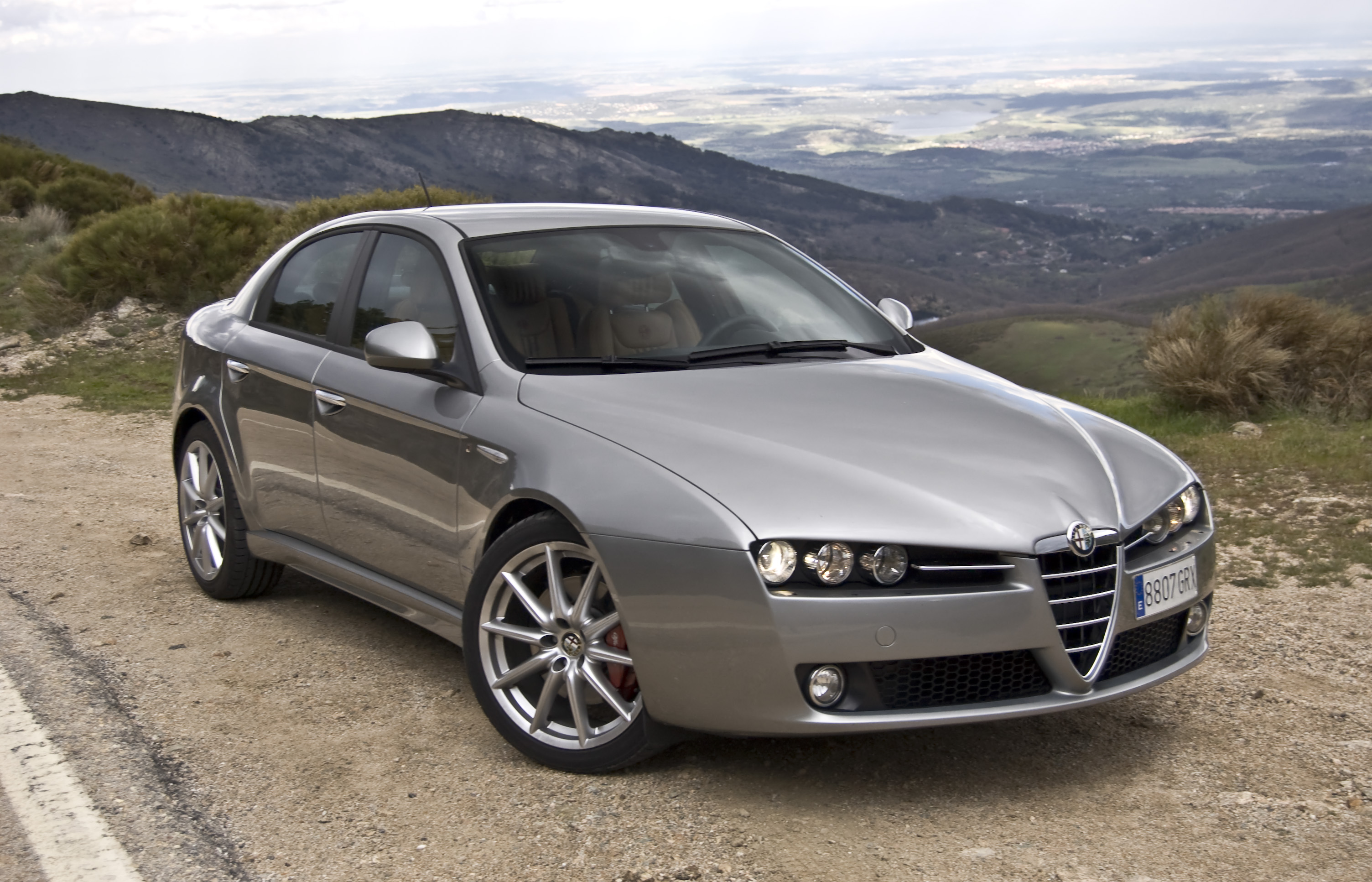
アルファロメオ 159

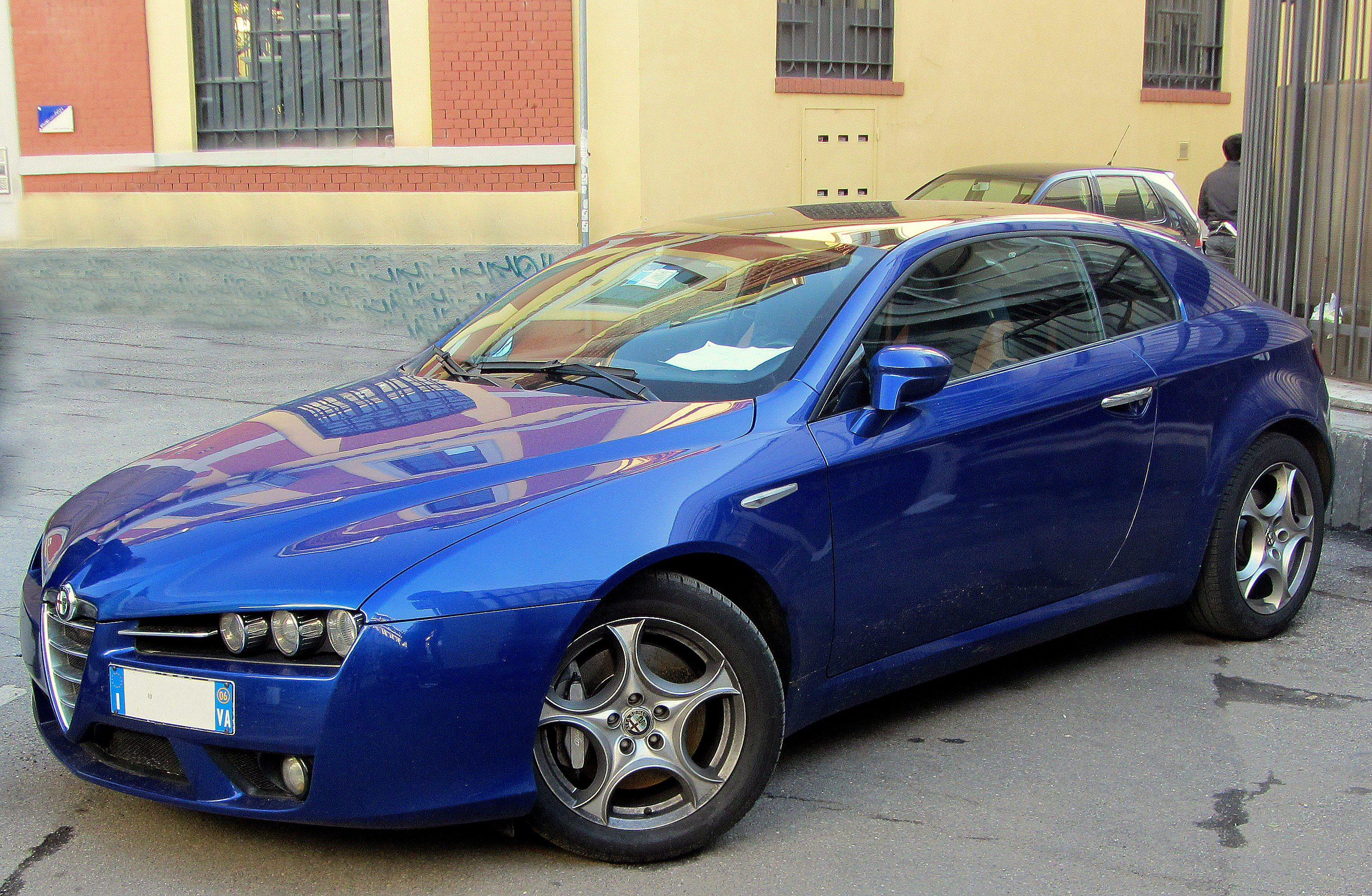
アルファロメオ・ブレラ

#### ベルトーネ時代 （1960年–1965年）
- アルファロメオ
  - ジュリア・スプリントGT
- ASA
  - ASA1000GT
- イソ
  - リヴォルタ・グリフォ
- ゴードン・キーブル
  - ゴードンGT
- BMW
  - 3200CS
- フィアット
  - ディーノ・クーペ
  - 850スパイダー
- マツダ
  - ルーチェ（初代）
- ビッザリーニ
  - ストラーダ

#### ギア時代（1966年–1968年）
- いすゞ
  - 117クーペ
- マセラティ
  - ギブリ
- デ・トマソ
  - マングスタ
- イソ
  - リヴォルタ・フィディア

#### イタルデザイン設立後 （1969年–）
- アウディ
  - 80（2代目）
  - アズテック
- アルファロメオ
  - アルファスッド
  - アルファスッド・スプリント
  - アルフェッタGT

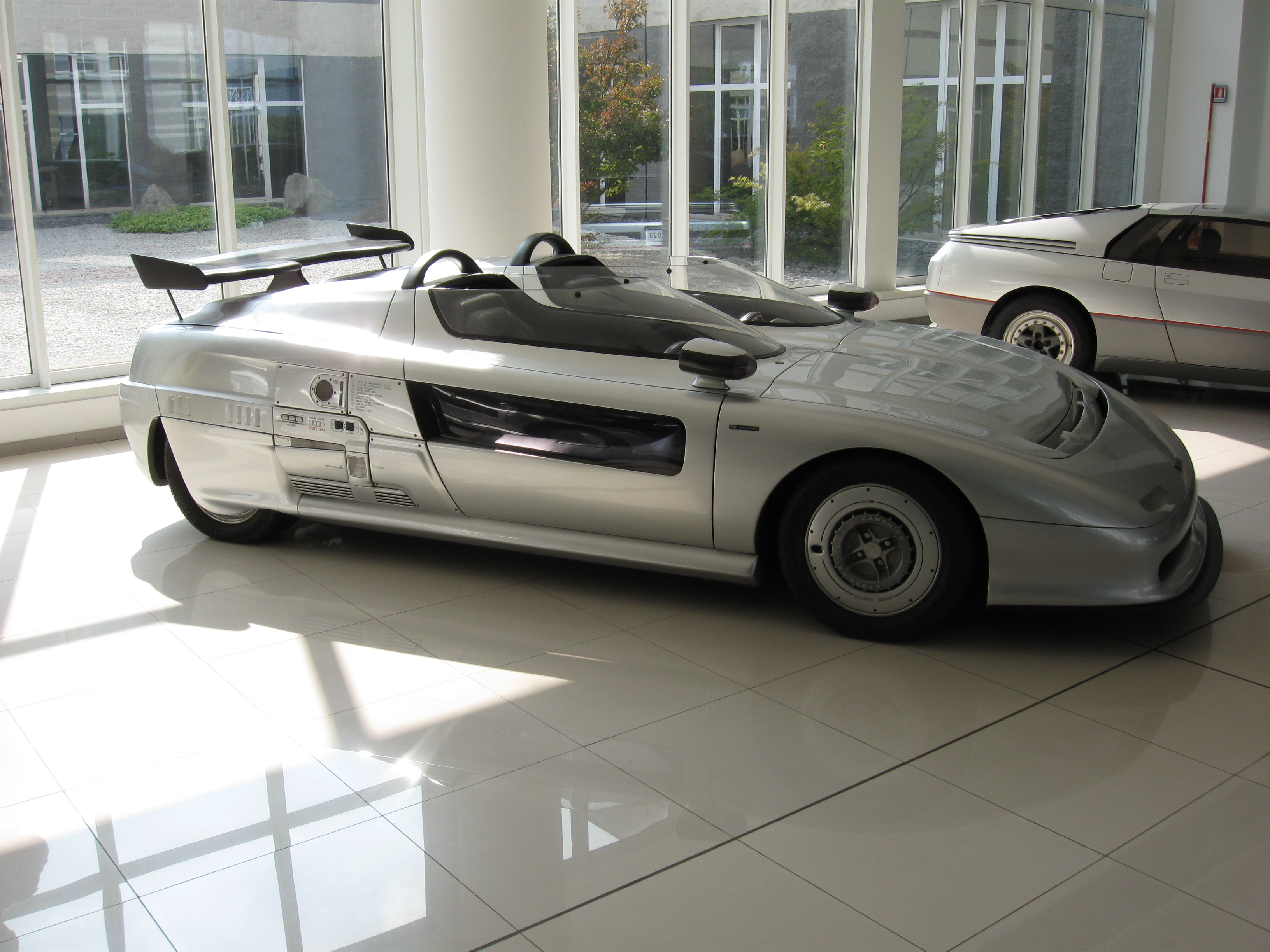
アウディAztec（イタルデザイン）

  - 156（原型はアルファロメオ社内、後期型へのマイナーチェンジのみ）
  - 147（156と同じく後期型へのマイナーチェンジのみ）
  - ブレラ
  - 159
- いすゞ
  - アッソ・デ・フィオーリ（後のいすゞピアッツァ）
  - ジェミニ（2代目JT0系）
- サーブ
  - 9000
- 雙龍自動車
  - レクストン
- GM大宇
  - マティス
  - ラノス
  - レガンザ
  - マグナス
  - カロス
  - ラセッティ5
- スズキ
  - フロンテクーペ
  - キャリイ（4代目L40系）
  - RE-5（ロータリーエンジン搭載のオートバイ）
  - SX4
- スバル
  - アルシオーネSVX
- セアト
  - イビサ（初代・2代目）
  - トレド（初代・2代目）
- ダイハツ工業
  - コンソルテクーペ（パブリカ・スターレット姉妹車）
  - ムーヴ（2代目基本モデル）
  - ハイゼットカーゴ/ハイゼットデッキバン/アトレー/アトレーワゴン（S210/220/230系）
- デロリアン
  - DMC-12
- ドゥカティ
  - 860GT(オートバイ)
- トヨタ
  - パブリカ・スターレット（初代）
  - カローラ（5代目E80型系）
  - アリスト / レクサスGS（初代）
- 日産
  - マーチ（初代）
- BMW
  - M1
- 現代自動車
  - ポニー（初代・2代目）
  - ポニーエクセル（ハッチバック）/エクセルプレスト（セダン）
  - ステラ
- フィアット
  - ウーノ
  - パンダ（初代）
  - クロマ（初代）
  - プント（初代）
  - グランデプント
  - セディチ（スズキSX4のOEM）
- フォルクスワーゲン
  - ゴルフ（初代）
  - パサート（初代）
  - シロッコ（初代）
  - W12ナルド
- マセラティ
  - ボーラ
  - メラク
  - クアトロポルテ（3代目）
  - 3200GT
- 三菱
  - 三菱・ギャラン（初代）
- ランチア
  - テーマ
  - デルタ（初代）
  - プリズマ
- ルノー
  - 19
  - 21
- ロータス・カーズ
  - エスプリ（初代）

### 鉄道車両
- イタリア国鉄
  - ETR460
  - ETR470
  - ETR480
  - ETR600/ETR610
  - ヌオーヴォ・トラスポルト・ヴィアッジャトーリのAGV
- バス
  - イヴェコ シティクラス

### その他
- セイコー
- ニコン
  - ニコンF3
  - ニコンEM
  - ニコンF4
  - ニコノスRS
  - ニコンF5
  - ニコンF6
  - ニコンD2X/D2H[1]
  - ニコンD3
  - ニコンD4
  - ニコンD800[2]
- ダイワ精工 チームダイワベイトキャスティングリール (TD-1Hi、TD-2Hi、TD-T、TD-S) シリーズ
- ソニー・ファミリークラブ CDラジオ「Celebrity D-3000」
- 『FNN NEWSCOM』セット（フジテレビ系、1990年 - 1991年）
- 三菱重工 ビーバーエアコン1991年秋冬モデル（室内機・リモコン）
- 岡村製作所 デスクチェア「コンテッサ」「バロン」はデザイン。「レオパード」は監修のみ。
- SHOEI ヘルメット「Z100」「GX-1」
- ブリヂストン自転車「ブルゾン」「モンテカルロ ジウジアーロヴァージョン」
- ファブリカ・ダルミ・ピエトロ・ベレッタ 銃器「M9000S」「Px4Storm」「Cx4Storm」「M90TWO」
- DOP指定のバルサミコ酢ボトル
- 太陽誘電 That'sオーディオカセットテープ『SUONO』シリーズ
- モルテン バスケットボール
- NECCHI LOGICA 591 (ジャガー ロジカ 591) ミシン